# Ephippigerida pantingana
Ephippigerida pantingana är en insektsart som först beskrevs av Navás 1904.  Ephippigerida pantingana ingår i släktet Ephippigerida och familjen vårtbitare. Inga underarter finns listade i Catalogue of Life.